# 都安瑶族自治县
都安瑶族自治县是中国广西壮族自治区河池市所辖的一个自治县。总面积为4095平方公里，自治县人民政府駐安陽鎮大橋路33號。 
民国四年（1915年），以都阳、安定两土司合置，治所在今都安瑶族自治县安阳镇。1955年撤消都安县，改设都安瑶族自治县。 
都安县属亚热带季风性气候，春季阴雨连绵，日照时数少；夏季高温湿热，暴雨集中；秋季多晴朗，往往出现秋旱；冬季较寒，雨量稀少。

## 行政区划
都安瑶族自治县下辖10个镇、9个乡：
安阳镇、高岭镇、地苏镇、下坳镇、拉烈镇、百旺镇、澄江镇、大兴镇、拉仁镇、永安镇、东庙乡、隆福乡、保安乡、板岭乡、三只羊乡、龙湾乡、菁盛乡、加贵乡和九渡乡。

## 人口
根據第七次人口普查數據，截至2020年11月1日零時，都安瑤族自治縣常住人口為538061人。

## 交通
- 高速公路： 兰海高速、 贺西高速、 都安高速、 210国道过境。
- 铁路：贵南客运专线 （设有都安站和永安镇站）

## 地理
都安瑶族自治县地处广西壮族自治区中部偏西、河池市南部，位于东经107°51´～108°30´，北纬23°47´～24°35´之间，县境东邻忻城县和宜州市，南隔红水河与马山县相望，西与大化瑶族自治县接壤，北靠河池市金城江区。
该县以喀斯特地貌闻名，有举世闻名的九顿天窗群，是世界著名的洞潜圣地。